# برندز هیل
برندز هیل (به انگلیسی: Brands Hill) یک روستا در بریتانیا است که در بارکشر واقع شده‌است.